# Amara hyperborea
Amara hyperborea là một loài bọ cánh cứng ăn hạt thuộc họ Bọ chân chạy. Loài này có ở đông bắc Trung Quốc, nam Mông Cổ, cũng như ở Phần Lan, Canada và Hoa Kỳ.